# Free Africa Foundation
Free Africa Foundation es un think tank con sede en Washington D. C., encabezado por el economista George Ayittey, que critica la corrupción, la opresión y la mala gestión de los gobiernos africanos, y aboga por una reforma democrática. Su directorio incluye a Makaziwe Mandela y Larry Diamond. Ayittey fundó Free Africa Foundation en 1993, para servir como un catalizador para la reforma en África.
La página web de la Fundación incluye al Instituto Cato, Fundación Earhart, la Fundación John M. Olin y el Instituto de Investigación de Política Exterior que entre los donantes y patrocinadores.